# Manasia (gmina)
Manasia – gmina w Rumunii, w okręgu Jałomica. Obejmuje tylko jedną miejscowość Manasia. W 2011 roku liczyła 4405 mieszkańców. 